# Raymonde de Galard
Raymonde de Galard, née le 30 décembre 1865 à Paris et morte le 26 octobre 1950 à Hyères dans le Var, est une traductrice et militante associative française. Elle préside durant l'entre-deux-guerres l'Association des dames françaises (ADF), l'une des trois branches de la Croix-Rouge française avant 1940.

## Biographie
Marie Josèphe Géraldine Raymonde de Galard est la fille du marquis Louis Marie Hector de Galard de L'Isle-Bozon (1835-1896) et d'Élisabeth Olive Emmanuelle, fille d'Armand de Crussol (1843-1877), 11e duc d'Uzès. 
Demeurant alors 64, boulevard de la Tour-Maubourg, à Paris, elle épouse le 15 janvier 1885 un cousin, Philippe Marie Hector, vicomte de Galard-Saldebru, né en 1854, demeurant alors 26, avenue des Champs-Elysées à Paris, fils du comte de Galard. Son époux, ancien secrétaire d'ambassade, rentier, est conseiller général du canton de Saint-Laurent-de-Neste dans les Hautes-Pyrénées de 1894 à 1910, tout en appartenant à la société parisienne. Monarchiste rallié, il s'est présenté sans succès aux élections législatives en 1898, 1902, 1904, 1906 et 1910. Il décède le 31 décembre 1918. Le couple a eu trois enfants, deux garçons, tous deux décorés de la croix de guerre 1914-1918, et une fille. Raymonde de Galard porte le titre de comtesse de Galard. Elle hérite de ses parents le Château de Wideville.
Elle s'intéresse à la politique, à l'art, à la littérature, comme sa tante la duchesse d'Uzès. Elle est élue en 1903 membre de la très aristocratique Société des bibliophiles français. Elle traduit en 1905-1906 cinq textes de l'écrivain américain Jack London, les nouvelles Un survivant de la Préhistoire, La Foi des hommes, Les Mille douzaines et Bâtard, ainsi que le roman L'Appel de la forêt. Elle en offre une traduction édulcorée. 

Durant la Première Guerre mondiale, elle fonde l'hôpital militaire de Sancerre. Vice-présidente de l'Association des dames françaises, elle reçoit la croix de chevalier de la Légion d'honneur en 1921 : 

« S'est dépensée sans compter comme infirmière-major auprès des malades et blessés. A fait preuve d'une réelle compétence technique et d'une remarquable initiative. Amis à la disposition du service de santé militaire un immeuble dans lequel a pu être installé un hôpital de cent lits. »

 Elle s'occupe après la guerre des nouveaux comités des régions libérées puis elle dirige l'hôpital-école d'Auteuil. Présidente adjointe, elle est élue en juin 1925 présidente générale de cette association, succédant à Marguerite Carnot. 
Elle est promue en 1929 officier de la Légion d'honneur, à l'occasion du cinquantenaire de l'ADF, et en 1938 commandeur de l'ordre de la Santé publique, créé par le ministre de la santé Marc Rucart. Elle demeure présidente de l'ADF jusqu'en 1940. Elle accueille cette année-là le président de la République Albert Lebrun, venu visiter des hôpitaux des trois associations françaises de la Croix-Rouge. 
Elle est favorable au droit de vote des femmes aux élections municipales : ce droit lui « paraît indispensable pour faire aboutir les questions sociales intéressant la famille tout entière ».

## Distinctions
- Officière de la Légion d'honneur (12 aout 1929)[14]
- Commandeur de l'ordre de la Santé publique[15]
- Médaille de la Reconnaissance française